# Luciano Ligabue
Luciano Ligabue (* 13. března 1960) je italský zpěvák a kytarista. Narodil se ve městě Correggio a svou hudební kariéru zahájil v roce 1987 v amatérské kapele Orazero, která se zanedlouho rozpadla. Své první sólové album nazvané Ligabue vydal v roce 1990. Následovala řada dalších alb. Roku 2011 získal ocenění Premio Tenco. V osmdesátých letech působil také v politice. 
V roce 1999 vydal píseň „Il mio nome è mai più“, v níž odsoudil válku v Kosovu a výtěžek věnoval organizaci Emergency. Jeho koncert ve městě Reggio Emilia v září 2005 navštívilo 165 000 platících diváků, což byl evropský rekord. Napsal knihu povídek Fuori e dentro il Borgo a básnickou sbírku Lettere d'amore nel frigo, natočil filmy Radiofreccia a Da zero a dieci, v roce 1999 získal cenu Donatellův David pro nejlepšího debutujícího režiséra. Je příznivcem fotbalového klubu FC Inter Milán. V roce 2021 mu byl udělen Řád zásluh o Italskou republiku.

## Diskografie
- Ligabue (1990)
- Lambrusco coltelli rose & popcorn (1991)
- Sopravvissuti e sopravviventi (1993)
- A che ora è la fine del mondo? (1994)
- Buon compleanno Elvis! (1995)
- Su e giù da un palco (1997)
- Radiofreccia (1998)
- Miss Mondo (1999)
- Fuori come va? (2002)
- Giro d'Italia (2003)
- Nome e cognome (2005)
- Primo tempo (2007)
- Secondo tempo (2008)
- Sette notti in Arena (2009)
- Arrivederci, mostro! (2010)
- Campovolo 2.011 (2011)
- Mondovisione (2013)
- Giro Del Mondo (2015)
- Made in Italy (2016)
- Start (2019)
- 7 (2020)
- Dedicato a Noi (2023)